# Riegrovo náměstí (Kroměříž)
Riegrovo náměstí je veřejné prostranství v centru Kroměříže ve Zlínském kraji. Má tvar postupně se rozšiřujícího písmene „L“ a je rozděleno protínající spojnicí mezi ulicemi Šafaříkovou a Prusinovského na dvě části a po které se dostanete z třídy 1.máje (tvořící průjezd městem) kolem Starého pivovaru a radnice na Velké náměstí. Náměstí nese jméno politika a učence Františka Ladislava Riegra, který zde v jednom z měšťanských domů (č. p. 161/11) bydlel jako poslanec v době konání říšského sněmu v Kroměříži v letech 1848 - 49.

## Popis
Dominantou západní části náměstí je morový sloup Nejsvětější Trojice datovaný rokem 1725 (nemovitá Kulturní památka České republiky s číslem 39566/7-6009). Jeho autor, sochař Jan Václav Sturmer, vytvořil dílo poutající zraky chodců svou zdobností a bohatosti figurální výzdoby. Vrchol trojsloupí tvoří sousoší Nejsvětější Trojice, ve spodní části jsou na podstavcích umístěny sochy sedmi světců: svaté Anny, svaté Rozálie, svatého Eligia, svatého Wolfganga, svatého Šebastiána, svatého Karla Boromejskéko a svatého Františka Xaverského.
Architektonickou dominantou východní části náměstí je barokní kostel Nanebevzetí Panny Marie (při kostele byl od 16. století i křesťanský hřbitov zrušený v roce 1788) s dochovaným raně středověkým jádrem věže (nemovitá Kulturní památka České republiky s číslem 33844/7-6009). V jeho sousedství jsou situovány emeritní domy (dnes farní úřad) s kaplí svatého Jana Nepomuckého v klenbě vyzdobené freskou od Jana Jiřího Etgense (nemovitá Kulturní památka České republiky s číslem 41883/7-6009) a původní část separační zdi s výklenky. Zeď postavená uvnitř hradeb v roce 1680 oddělovala od města židovské ghetto. Městské hradby doposud stojí na hranicích pozemků za jižní frontou jednotlivých domů. Ozdobou východní části Riegrova náměstí je i kašna s původní barokní středovou sochou putta s delfínem od Andrease Zahnera (nemovitá Kulturní památka České republiky s číslem 23390/7-6009).
Pamětní desky na původních šenkovních a měšťanských domech připomínají, že zde v době konání říšského sněmu bydlel nejen František Ladislav Rieger, ale i celá řada dalších významných osobností, např. František Jaroslav Čech (otec básníka Svatopluka Čecha), přírodovědec Jan Svatopluk Presl nebo dramatik a novinář Josef Kajetán Tyl. Další pamětní desky na náměstí jsou věnovány Františku Slaměníkovi (autorem je kroměřížský sochař Sylvestr Harna), českému pedagogu a badateli o Janu Ámosu Komenském a akademickému malíři Vladimíru Škrancovi. Sylvestr Harna i Vladimír Škranc jsou pohřbeni na kroměřížském hřbitově.
V západní části náměstí se v měšťanském domě Blahoslavův sbor zapsaném jako nemovitá Kulturní památka České republiky s číslem 39566/7-6009 nachází Farní sbor Českobratrské církve evangelické v Kroměříži. O kousek dál stojí další nemovitá Kulturní památka České republiky s číslem 30382/7-6009 - Měšťanský dům Hirnlův. V roce 1868 koupil profesor chirurgie a babictví olomouckých lékařských studií a rektor olomoucké univerzity František Jan Mošner takzvaný Lampartovský dům č.p.136 (nyní č.p. 133). V tomto domě také zemřel a je pohřben na kroměřížském hřbitově v rodinné hrobce svého zetě Jana Kozánka. Dům zvaný Trtinovský na rohu Šafaříkovy ulice byl v letech 1921-1945 sídlem kroměřížské knihovny.
Na celém náměstí je celkem sedmnáct objektů zařazených na seznamu kulturních památek České republiky.
V obou částech náměstí provozuje město prostřednictvím společnosti Kroměřížské technické služby, s.r.o. placené parkoviště.

## Galerie

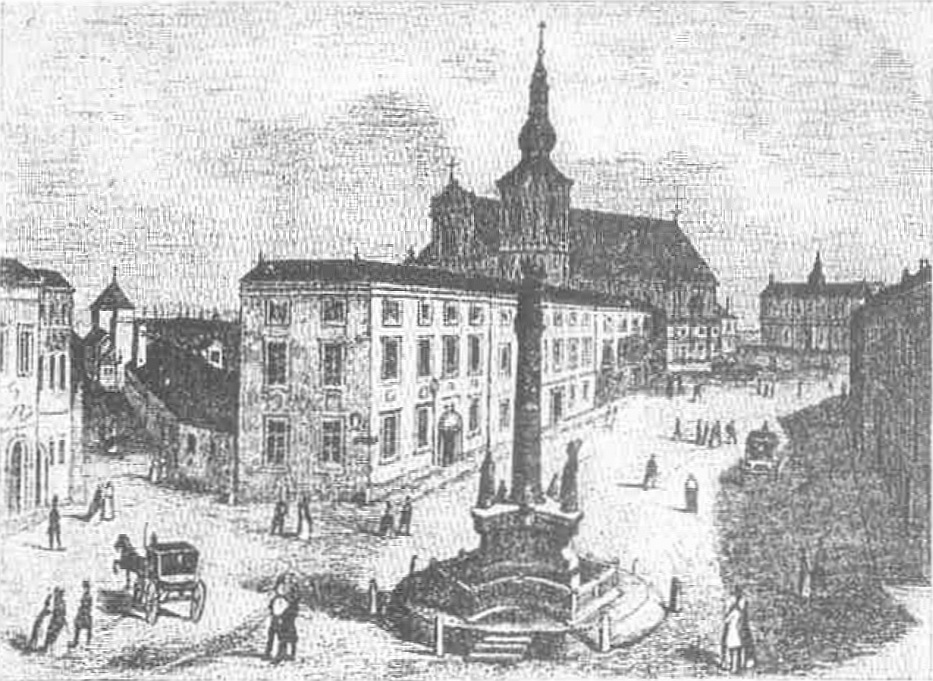
Dřevoryt z roku 1848, v levé části dnes již neexistující Vodní brána
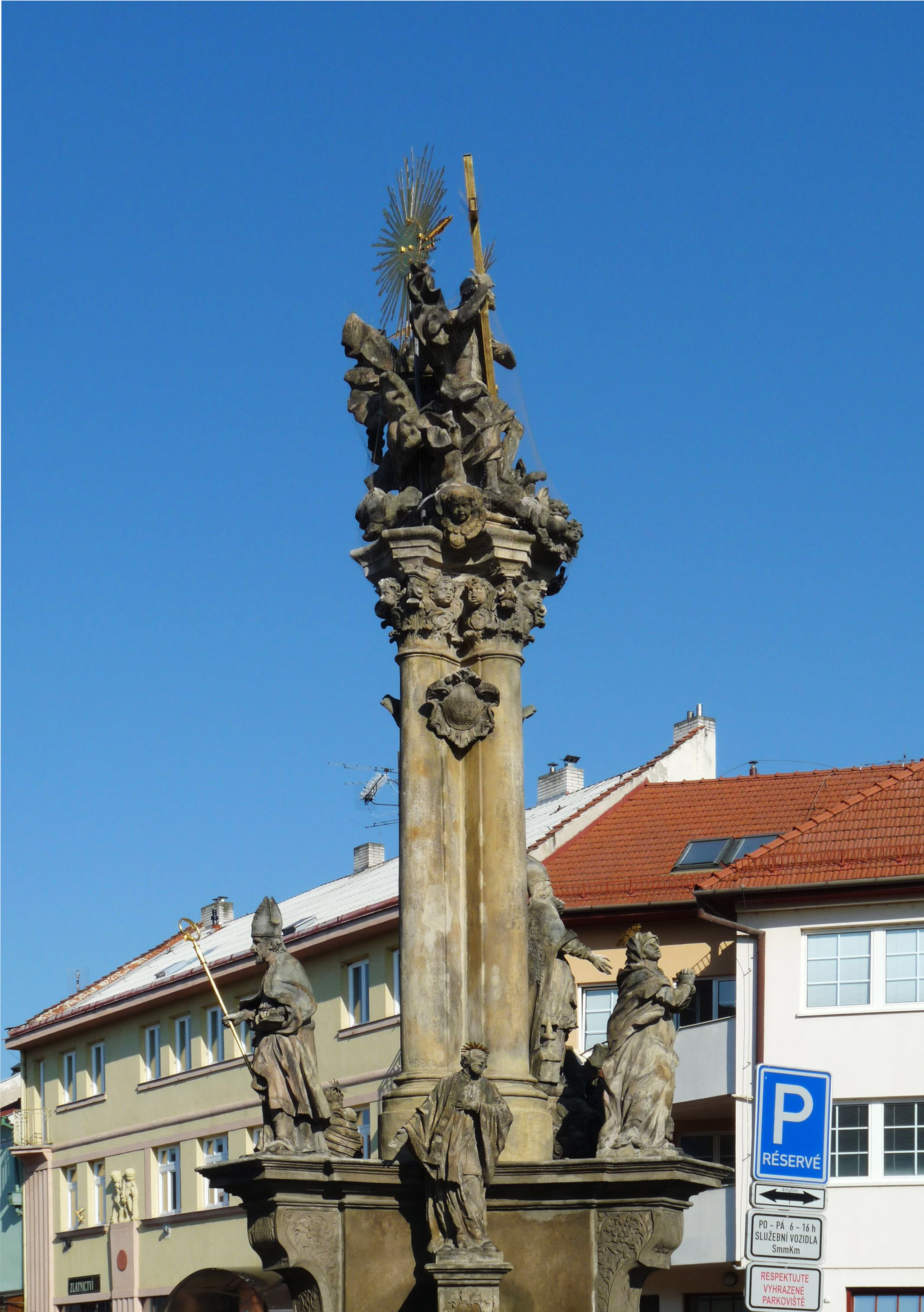
Detail morového sloupu
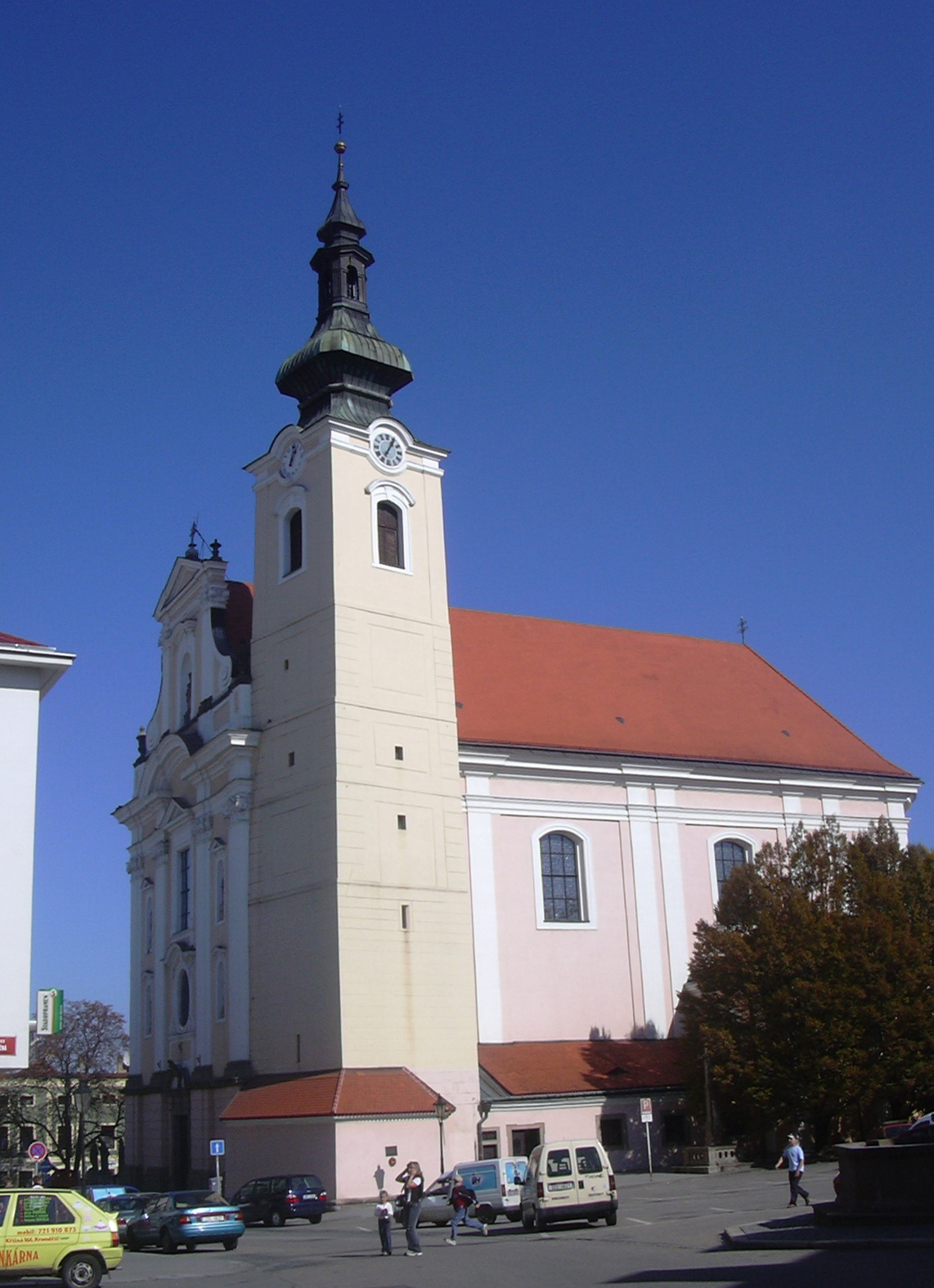
Kostel Nanebevzetí Panny Marie
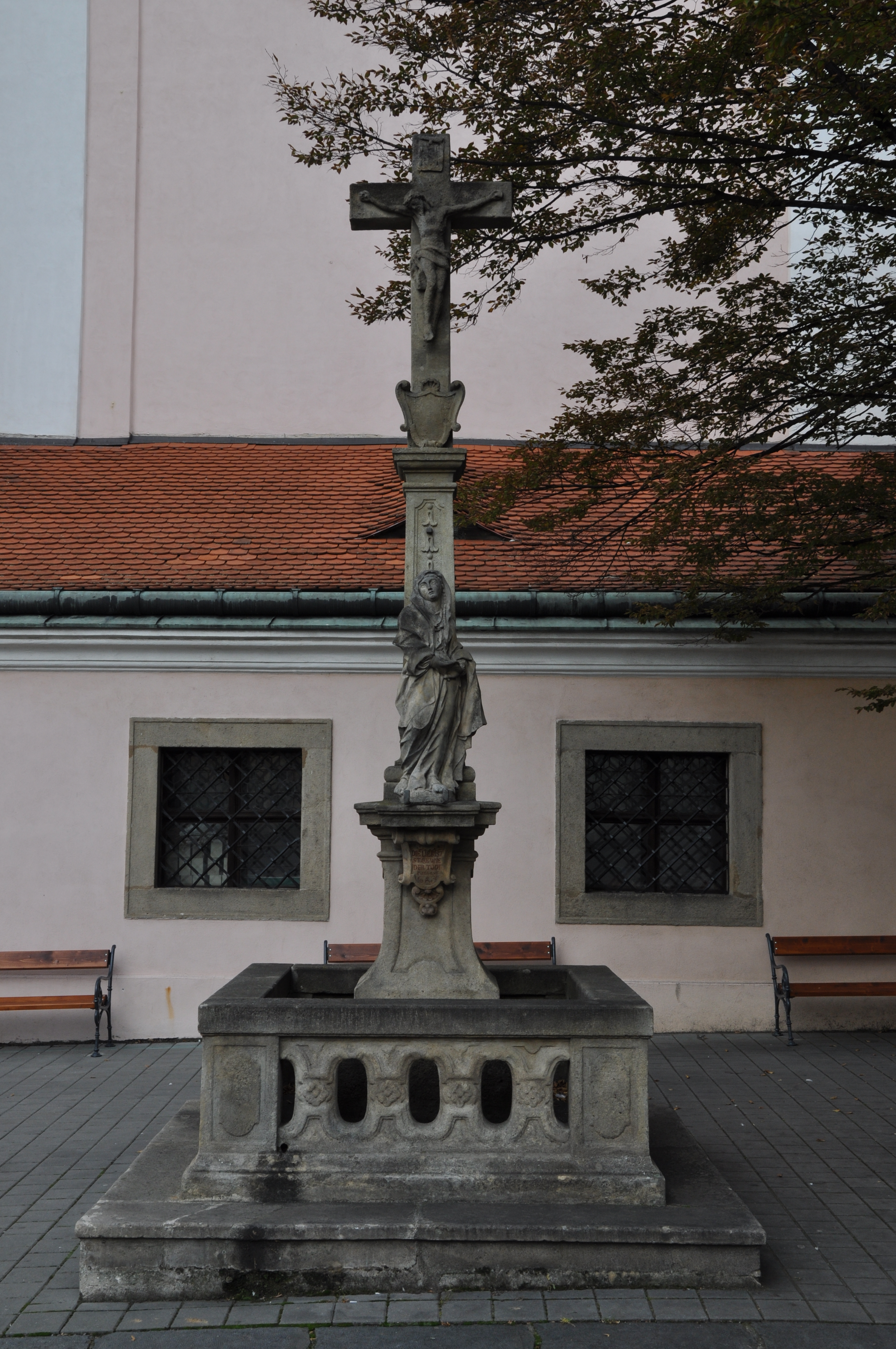
Kamenný kříž před kostelem Nanebevzetí Panny Marie
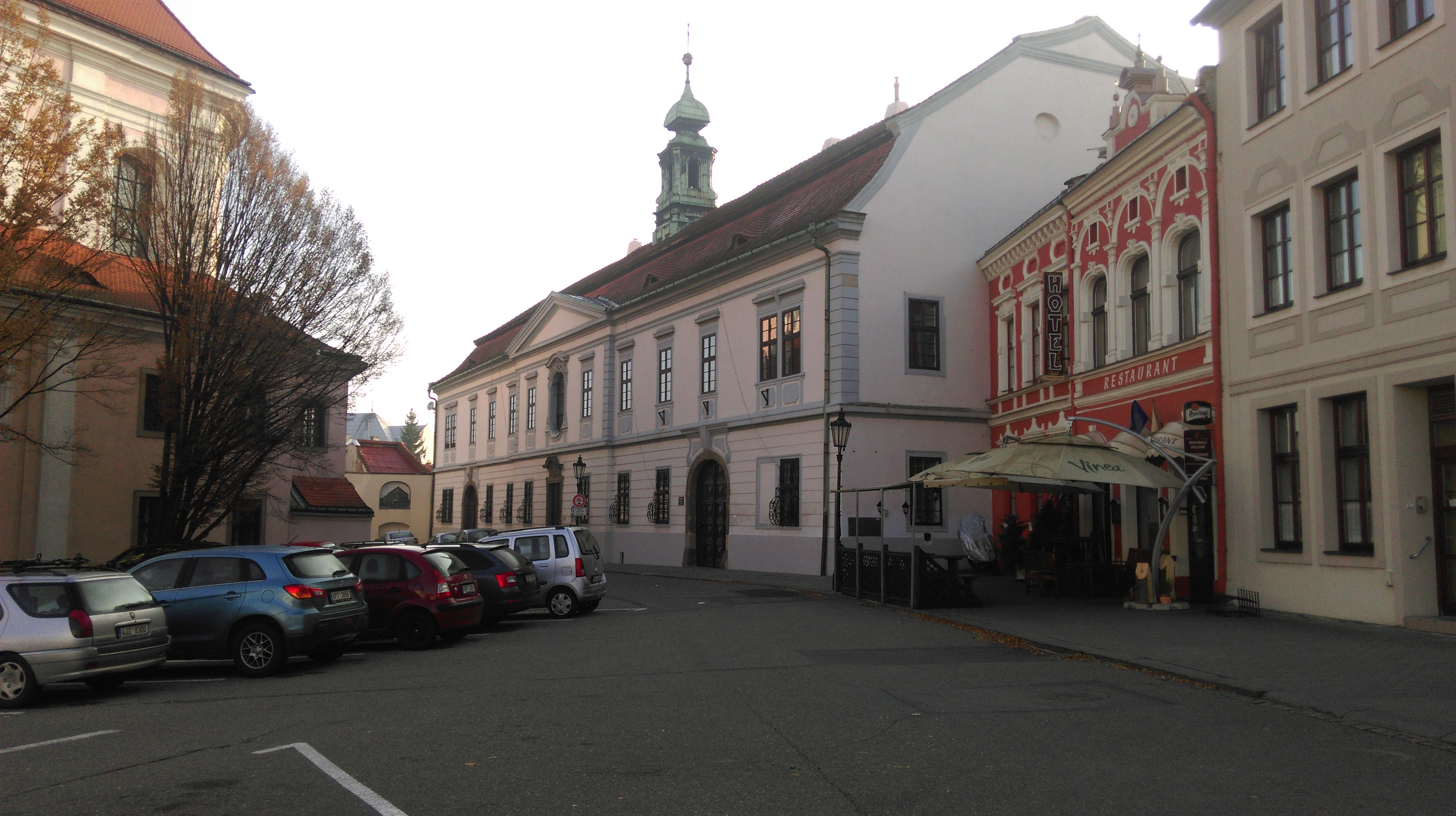
Emeritní domy s kaplí
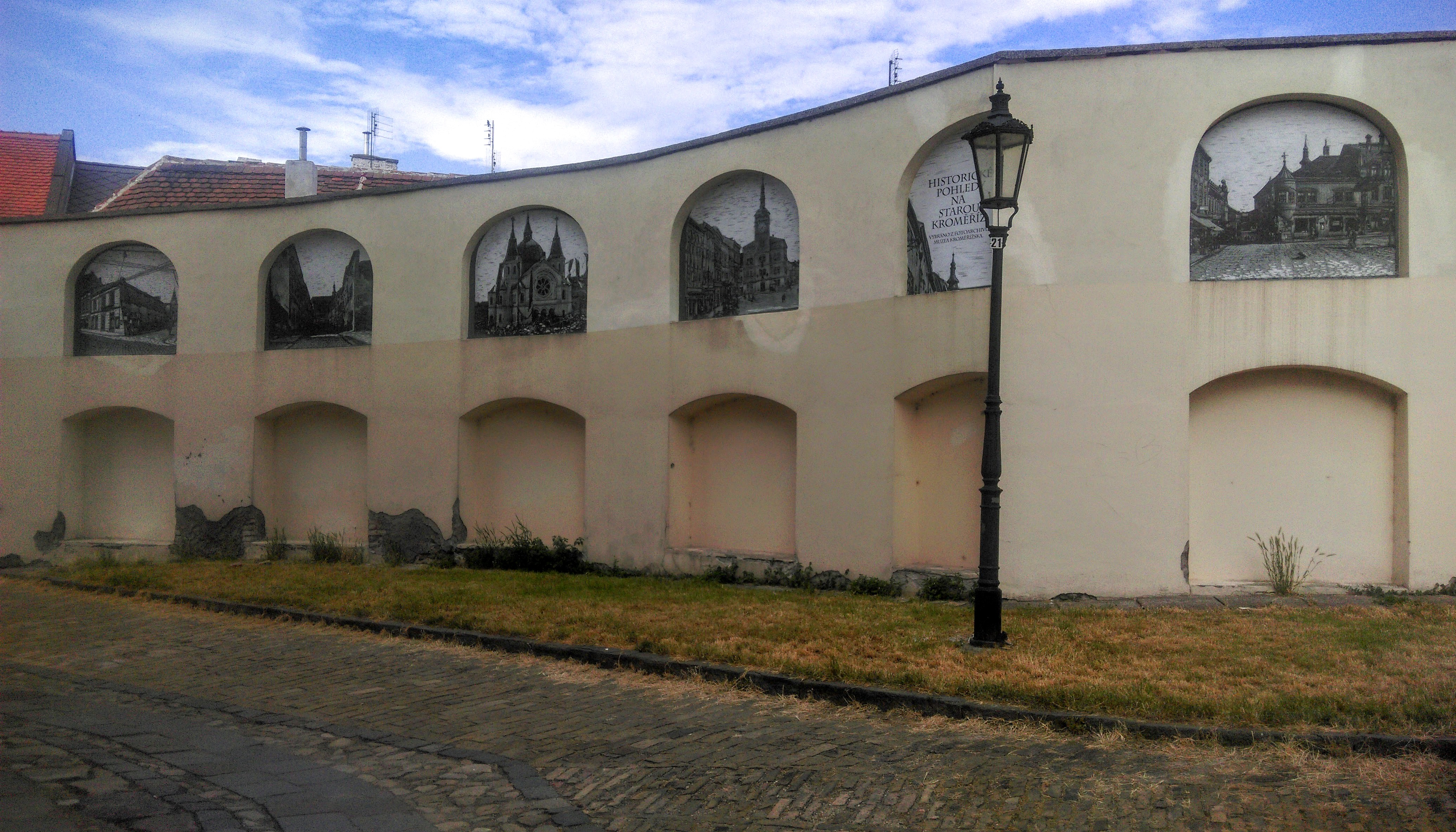
Separační zeď s linoryty ve vedutách
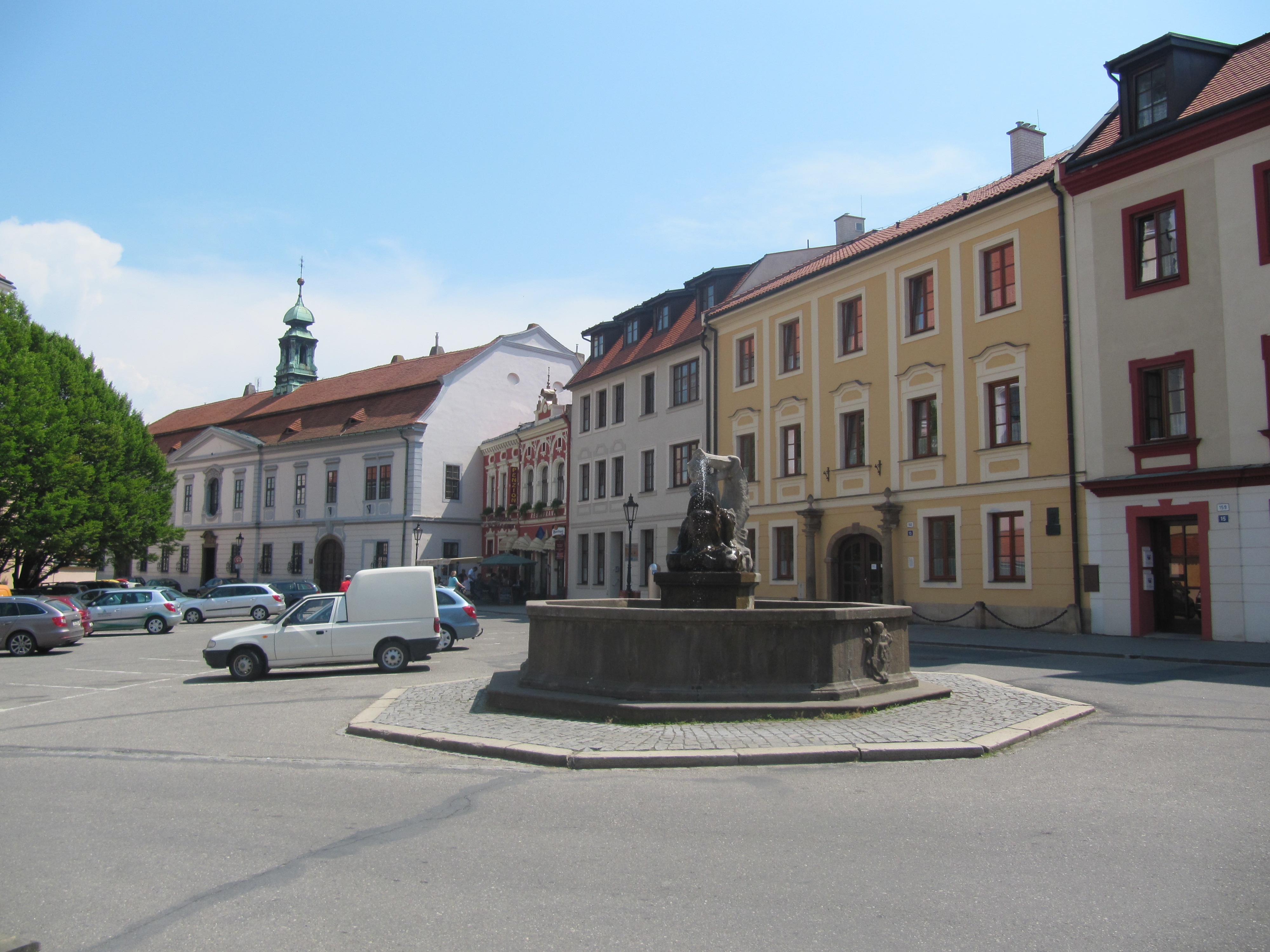
Kašna s puttem a delfínem
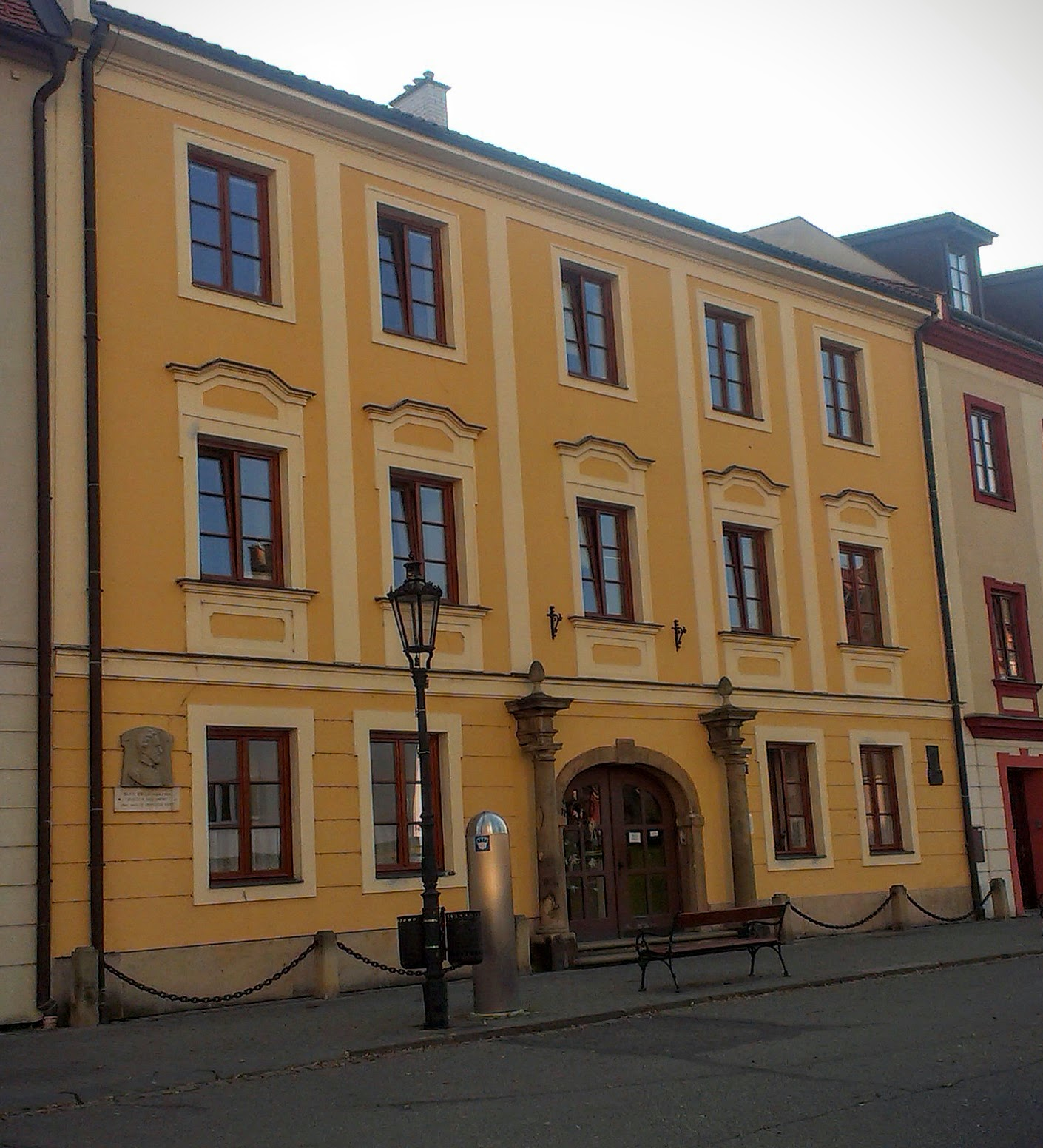
Dům zvaný Řetězový s pamětními deskami F. Slaměníka a F. L. Riegra